# Черчесов, Станислав Саламович
Станисла́в Сала́мович Черче́сов (осет. Черчесты Саламы фырт Станислав; род. 2 сентября 1963, Алагир, Северо-Осетинская АССР, СССР) — советский и российский футболист, вратарь и футбольный тренер. С 6 августа 2025 года — главный тренер клуба «Ахмат». Игрок сборных СССР, СНГ и России. Заслуженный мастер спорта России (2003), Заслуженный тренер России (2018). Кавалер ордена Александра Невского (2018).
Главный тренер сборной России (2016—2021).

## Биография
Станислав Черчесов родился 2 сентября 1963 года в большой семье в осетинском городе Алагире. Его отец работал водителем автобуса и трамвая, а мать занималась домашним хозяйством и воспитывала пятерых детей. Станислав был самым младшим в семье и всегда находился под покровительством четырёх старших сестёр.
Учёба в школе давалась ему сложно, и неусидчивого мальчика отдали в городскую футбольную секцию. Черчесов долгое время не мог определиться, кем ему больше хочется быть: голкипером или нападающим. Окончательный выбор он сделал в 14 лет, заняв место в воротах.

### Личная жизнь
Супруга — Алла, преподаватель английского языка; в браке с 1990 года.
Дочь — Мадина (1992). Сын — Станислав (1994), также стал футбольным вратарём. С сентября 2023 года выступает за тульский «Арсенал».
Окончил институт физкультуры, учился на заочном отделении экономического факультета.

## Карьера игрока

### Клубная
В 1980 году Черчесов поступил в институт физической культуры в Орджоникидзе и уже через год занял место в воротах местного филиала «Спартака». За эту команду молодой вратарь играл с 1981 по 1984 год, после чего получил приглашение в московский «Спартак». В «Спартаке» Станислав стал дублёром Рината Дасаева. Хотя в первых тренировочных играх Черчесов выступил неудачно и много пропускал, тем не менее главный тренер «Спартака» Константин Бесков разглядел в нём талант и оставил в команде. Черчесов нечасто появлялся в воротах «Спартака» в официальных матчах, а когда всё же выходил на поле, то далеко не всегда действовал удачно. Сам Черчесов называл одним из самых памятных матчей проигрыш «Жальгирису» в чемпионате СССР в 1987 году со счётом 2:5, где он стал виновником почти всех голов.
Для получения игровой практики в 1988 году Черчесов перешёл в аренду в московский «Локомотив». Главный тренер команды Юрий Сёмин согласился подписать вратаря только на год, опасаясь того, что он может не заиграть. Однако Черчесов отлично отыграл сезон, после чего согласовал с Бесковым возвращение в стан «красно-белых».
Через несколько дней после этого Бескова сняли с должности, а в команду пригласили двух новых голкиперов. Несмотря на это, Черчесов выиграл конкуренцию и стал основным вратарём «Спартака» на следующие несколько сезонов. Первый же сезон в качестве основного голкипера «красно-белых» завершился для Черчесова триумфом: команда выиграла чемпионат СССР, пропустив меньше всего мячей, причём в 17 матчах Станиславу удалось сохранить ворота в неприкосновенности.
В том году Черчесов впервые в карьере был признан лучшим вратарём СССР, а через год повторил успех (в третий раз лучшим российским вратарём Черчесов был признан в 1992 году).
После распада СССР Черчесов стал капитаном «Спартака». Его уверенная игра помогла команде успешно выступить в двух еврокубковых компаниях, где «красно-белые» доходили до стадии полуфинала (Кубке чемпионов 1990/91 и Кубке обладателей кубков 1992/93), а также в завоевании ещё двух чемпионских титулов.
13 июля 1993 года Черчесов заключил контракт с клубом Бундеслиги «Динамо» Дрезден. Его дебют состоялся в матче Кубка Интертото против швейцарского «Аарау» (0:0). Единственный победитель турнира в том сезоне не определялся, и «Динамо» стало одним из восьми обладателей кубка. 7 августа впервые вышел на поле в матче Бундеслиги в гостевой игре против «Лейпцига» (3:3). В течение всего августа Черчесов постоянно выходил на поле, но уже с сентября, когда он выезжал на игру сборной России, потерял место в основе. В период его отсутствия неплохо проявил себя в воротах запасной вратарь Рене Мюллер, который вплоть до начала ноября 1993 года оставался основным вратарём команды. Недоверие главного тренера дрезденцев Зигфрида Хельда только раззадорило Черчесова, который постоянным трудом на тренировках доказывал свою необходимость команде. В итоге, 6 ноября 1993 года Черчесов снова вышел на поле в домашней игре против леверкузенского «Байера», после чего уже не покидал место в основе клуба. Несмотря на то, что по итогам сезона Динамо заняло лишь 13 место в чемпионате, а из Кубка Германии вылетело на стадии полуфинала, болельщики признали российского вратаря лучшим игроком команды. Как признавался сам Черчесов, выступления в Бундеслиге, в клубе, который борется за выживание, помогли ему в оттачивании профессионального вратарского почерка — мгновенном принятии решения и минимизации ошибок.
В сезоне 1994/95 дублёром Черчесова в «Динамо» стал известный впоследствии австралийский голкипер Марк Шварцер.
В августе 2002 года Черчесов уже в третий раз вернулся в «Спартак» и в конце года завершил карьеру футболиста. Всего за московский клуб вратарь провёл 200 матчей, в которых пропустил 160 голов.

### В сборной
С 1990 года Черчесов начал привлекаться в сборную СССР. Принял участие в нескольких отборочных матчах к Евро-1992, в том числе сумел отстоять на ноль ключевой матч со сборной Италии. Однако в финальной части турнира (где сборная выступала под флагом СНГ) Станислав не провёл ни одного матча и был дублёром Дмитрия Харина. В этом же качестве он принимал участие на чемпионате мира в США 1994 года, где сыграл лишь в третьем матче группового этапа со сборной Камеруна, завершившимся победой россиян со счётом 6:1. Оба турнира закончились для сборной неудачно.
Черчесов был одним из тех игроков российской сборной, который отказался подписывать в ноябре 1993 года после поражения в отборочном матче от Греции скандальное «письмо четырнадцати» (его подписанты не поехали на чемпионат мира в США). При этом на пресс-конференции после игры Черчесов выразил опасения, что российская сборная не показывала командную игру и что она к чемпионату мира не готова.
На Евро-1996 Черчесов ехал в качестве основного голкипера (на этот раз уже Харин выступал в роли его дублёра) и принял участие в двух матчах группового этапа против сборных Италии и Чехии, в которых пропустил пять голов.
Последний матч за сборную Черчесов провёл 23 февраля 2000 года, пропустив четыре гола от сборной Израиля. Был включён в заявку России на Чемпионате мира 2002 года, но на поле не выходил.
Всего в составе национальных сборных СССР, СНГ и России сыграл 49 матчей и пропустил 38 мячей, отстояв всухую 25 игр.
По словам Александра Кержакова, в предпоследний день пребывания сборной России на чемпионате мира 2002 года (за сутки до матча с Бельгией) Черчесов поделился своими намерениями с Кержаковым построить тренерскую карьеру и в перспективе попытаться возглавить сборную России.
| Матчи Станислава Черчесова за сборную СССР, СНГ и России | Матчи Станислава Черчесова за сборную СССР, СНГ и России | Матчи Станислава Черчесова за сборную СССР, СНГ и России | Матчи Станислава Черчесова за сборную СССР, СНГ и России | Матчи Станислава Черчесова за сборную СССР, СНГ и России | Матчи Станислава Черчесова за сборную СССР, СНГ и России |
| №                                                        | Дата                                                     | Соперник                                                 | Счёт                                                     | Пропущено голов                                          | Соревнование                                             |
| -------------------------------------------------------- | -------------------------------------------------------- | -------------------------------------------------------- | -------------------------------------------------------- | -------------------------------------------------------- | -------------------------------------------------------- |
| 1                                                        | 23 ноября 1990                                           | Тринидад и Тобаго                                        | 2:0                                                      | —                                                        | Товарищеский матч                                        |
| 2                                                        | 30 ноября 1990                                           | Гватемала                                                | 3:0                                                      | —                                                        | Товарищеский матч                                        |
| 3                                                        | 23 мая 1991                                              | Аргентина                                                | 1:1                                                      | -1                                                       | Товарищеский матч                                        |
| 4                                                        | 13 июня 1991                                             | Швеция                                                   | 3:2                                                      | -2                                                       | Товарищеский матч                                        |
| 5                                                        | 16 июня 1991                                             | Италия                                                   | 1:1                                                      | -1                                                       | Товарищеский матч                                        |
| 6                                                        | 28 августа 1991                                          | Норвегия                                                 | 1:0                                                      | —                                                        | Отборочные матчи ЧЕ-1992                                 |
| 7                                                        | 25 сентября 1991                                         | Венгрия                                                  | 2:2                                                      | -2                                                       | Отборочные матчи ЧЕ-1992                                 |
| 8                                                        | 12 октября 1991                                          | Италия                                                   | 0:0                                                      | —                                                        | Отборочные матчи ЧЕ-1992                                 |
| 9                                                        | 12 февраля 1992                                          | Израиль                                                  | 2:1                                                      | -1                                                       | Товарищеский матч                                        |
| 10                                                       | 3 июня 1992                                              | Дания                                                    | 1:1                                                      | -1                                                       | Товарищеский матч                                        |
| 11                                                       | 16 августа 1992                                          | Мексика                                                  | 2:0                                                      | —                                                        | Товарищеский матч                                        |
| 12                                                       | 14 октября 1992                                          | Исландия                                                 | 1:0                                                      | —                                                        | Отборочные матчи ЧМ-1994                                 |
| 13                                                       | 28 октября 1992                                          | Люксембург                                               | 2:0                                                      | —                                                        | Отборочные матчи ЧМ-1994                                 |
| 14                                                       | 13 февраля 1993                                          | США                                                      | 1:0                                                      | —                                                        | Товарищеский матч                                        |
| 15                                                       | 21 февраля 1993                                          | США                                                      | 0:0                                                      | —                                                        | Товарищеский матч                                        |
| 16                                                       | 24 марта 1993                                            | Израиль                                                  | 2:2                                                      | -2                                                       | Товарищеский матч                                        |
| 17                                                       | 14 апреля 1993                                           | Люксембург                                               | 4:0                                                      | —                                                        | Отборочные матчи ЧМ-1994                                 |
| 18                                                       | 28 июля 1993                                             | Франция                                                  | 1:3                                                      | -3                                                       | Товарищеский матч                                        |
| 19                                                       | 17 ноября 1993                                           | Греция                                                   | 1:0                                                      | —                                                        | Отборочные матчи ЧМ-1994                                 |
| 20                                                       | 28 июня 1994                                             | Камерун                                                  | 6:1                                                      | -1                                                       | Финальные матчи ЧМ-1994                                  |
| 21                                                       | 17 августа 1994                                          | Австрия                                                  | 3:0                                                      | —                                                        | Товарищеский матч                                        |
| 22                                                       | 7 сентября 1994                                          | Германия                                                 | 0:1                                                      | -1                                                       | Товарищеский матч                                        |
| 23                                                       | 12 октября 1994                                          | Сан-Марино                                               | 4:0                                                      | —                                                        | Отборочные матчи ЧЕ-1996                                 |
| 24                                                       | 16 ноября 1994                                           | Шотландия                                                | 1:1                                                      | -1                                                       | Отборочные матчи ЧЕ-1996                                 |
| 25                                                       | 8 марта 1995                                             | Словакия                                                 | 1:2                                                      | -2                                                       | Товарищеский матч                                        |
| 26                                                       | 6 мая 1995                                               | Фарерские Острова                                        | 3:0                                                      | —                                                        | Отборочные матчи ЧЕ-1996                                 |
| 27                                                       | 31 мая 1995                                              | Югославия                                                | 2:1                                                      | —                                                        | Товарищеский матч                                        |
| 28                                                       | 7 июня 1995                                              | Сан-Марино                                               | 7:0                                                      | —                                                        | Отборочные матчи ЧЕ-1996                                 |
| 29                                                       | 16 августа 1995                                          | Финляндия                                                | 7:0                                                      | —                                                        | Отборочные матчи ЧЕ-1996                                 |
| 30                                                       | 6 сентября 1995                                          | Фарерские Острова                                        | 5:2                                                      | -2                                                       | Отборочные матчи ЧЕ-1996                                 |
| 31                                                       | 15 ноября 1995                                           | Финляндия                                                | 3:1                                                      | -1                                                       | Отборочные матчи ЧЕ-1996                                 |
| 32                                                       | 7 февраля 1996                                           | Мальта                                                   | 2:0                                                      | —                                                        | Товарищеский матч                                        |
| 33                                                       | 11 февраля 1996                                          | Словения                                                 | 3:1                                                      | —                                                        | Товарищеский матч                                        |
| 34                                                       | 27 марта 1996                                            | Ирландия                                                 | 2:0                                                      | —                                                        | Товарищеский матч                                        |
| 35                                                       | 24 апреля 1996                                           | Бельгия                                                  | 0:0                                                      | —                                                        | Товарищеский матч                                        |
| 36                                                       | 29 мая 1996                                              | ОАЭ                                                      | 1:0                                                      | —                                                        | Товарищеский матч                                        |
| 37                                                       | 11 июня 1996                                             | Италия                                                   | 1:2                                                      | -2                                                       | Финальные матчи ЧЕ-1996                                  |
| 38                                                       | 19 июня 1996                                             | Чехия                                                    | 3:3                                                      | -3                                                       | Финальные матчи ЧЕ-1996                                  |
| 39                                                       | 28 августа 1996                                          | Бразилия                                                 | 2:2                                                      | -2                                                       | Товарищеский матч                                        |
| 40                                                       | 1 сентября 1996                                          | Кипр                                                     | 4:0                                                      | —                                                        | Отборочные матчи ЧМ-1998                                 |
| 41                                                       | 9 октября 1996                                           | Израиль                                                  | 1:1                                                      | -1                                                       | Отборочные матчи ЧМ-1998                                 |
| 42                                                       | 10 ноября 1996                                           | Люксембург                                               | 4:0                                                      | —                                                        | Отборочные матчи ЧМ-1998                                 |
| 43                                                       | 10 февраля 1997                                          | Швейцария                                                | 2:1                                                      | -1                                                       | Товарищеский матч                                        |
| 44                                                       | 29 марта 1997                                            | Кипр                                                     | 1:1                                                      | -1                                                       | Отборочные матчи ЧМ-1998                                 |
| 45                                                       | 20 августа 1997                                          | Югославия                                                | 0:1                                                      | —                                                        | Товарищеский матч                                        |
| 46                                                       | 5 сентября 1998                                          | Украина                                                  | 2:3                                                      | -1                                                       | Отборочные матчи ЧЕ-2000                                 |
| 47                                                       | 14 октября 1998                                          | Исландия                                                 | 0:1                                                      | -1                                                       | Отборочные матчи ЧЕ-2000                                 |
| 48                                                       | 19 мая 1999                                              | Беларусь                                                 | 1:1                                                      | —                                                        | Товарищеский матч                                        |
| 49                                                       | 23 февраля 2000                                          | Израиль                                                  | 1:4                                                      | -4                                                       | Товарищеский матч                                        |

## Тренерская карьера

### «Куфштайн»
В январе 2004 года возглавил «Куфштайн». Клуб, представляющий одноимённый городок с населением около 18 тысяч человек, выступал в региональной лиге, входящей во второй австрийский дивизион. Точечные усиления атаки и минимальные тактические изменения за год сделали клуб грозой Западной региональной лиги (третьего по уровню австрийского дивизиона). Клуб при Черчесове дошёл до финала данной лиги. Во время работы в «Куфштайне» Станислав сдал экзамены в тренерской академии Вены и получил лицензию УЕФА категории А, которая позволяла работать с европейскими командами.

### «Ваккер-Тироль»
Сразу после первого успеха Черчесова пригласили в инсбрукский «Ваккер-Тироль», созданный на «обломках» прекратившего существование «Тироля». Российский специалист сменил Хельмута Крафта, который вывел команду в высшую лигу австрийского чемпионата. В первый же сезон Черчесов поднял команду на шестое место в австрийской бундеслиге (до сих пор это лучшее достижение в истории клуба), но год спустя остановился лишь в шаге от вылета и был уволен.

### «Спартак» (Москва)

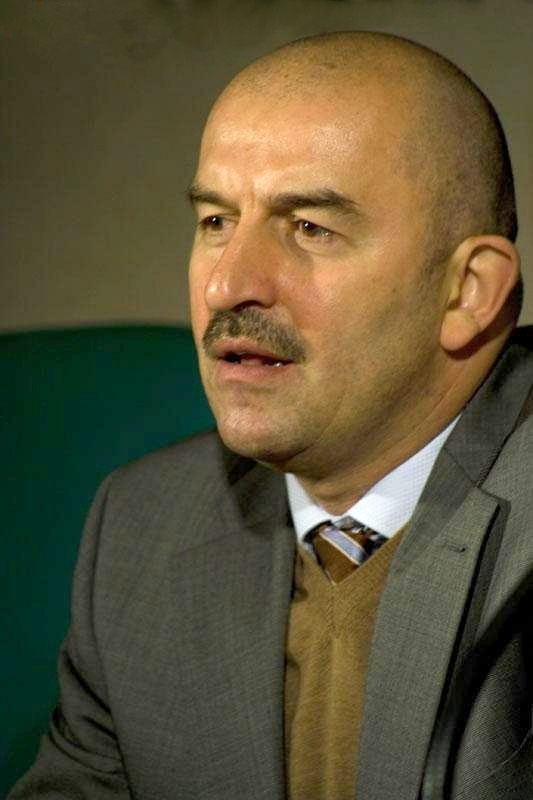
Станислав Черчесов в сентябре 2007 года

В июне 2006 года Черчесов вернулся в «Спартак» в качестве спортивного директора, но по ходу сезона 2007 года сменил Владимира Федотова на посту главного тренера. Позже бывший пресс-атташе «Спартака» Владимир Шевченко рассказал о том, кандидатура Федотова в тренерском штабе изначально была временной и переходной. В московском клубе Черчесов ввёл систему штрафов. Футболист платил от 50 долларов (за оставленный вне раздевалки элемент формы) до 1500 долларов (пятиминутное опоздание на автобус перед игрой). Игрокам запретили пользоваться сотовыми в столовой и раздевалке (1000 долларов). Штрафовали и за избыточный вес. Также специалист не любил, когда футболисты выполняли упражнения с улыбкой и хорошим настроением. Он считал, что это признак несерьёзного подхода. В дебютной встрече под руководством молодого тренера «Спартак» обыграл «Сатурн» — 2:0, а в следующих семи матчах чемпионата страны одержал ещё шесть побед и включился в борьбу за чемпионство. «Красно-белые» до последнего тура боролись с «Зенитом» за золотые медали, но в итоге остались на втором месте. Черчесов стал самым статистически успешным тренером команды среди занимавших этот пост после Олега Романцева, но серьёзного успеха команда не добилась.
12 июля 2008 года «Спартак» потерпел историческое разгромное поражение от ЦСКА со счётом 1:5, после чего ведущие игроки «Спартака» Егор Титов и Максим Калиниченко сначала были отправлены в дубль, а затем вынуждены были уйти из команды. 13 августа 2008 года «Спартак» проиграл ещё один принципиальный матч киевскому «Динамо» со счётом 1:4 в квалификации Лиги чемпионов. На следующий день генеральный директор Валерий Карпин объявил об увольнении главного тренера.

### «Жемчужина-Сочи»
16 декабря 2010 года подписал контракт с клубом «Жемчужина-Сочи» сроком на 3,5 года. Была проведена масштабная рекламная кампания, в клуб приглашены сильные по меркам первого дивизиона игроки. Однако инвесторы разочаровались в «Жемчужине», и летом 2011 года команда снялась с соревнований и прекратила существование.

### «Терек»
27 сентября 2011 года был назначен на пост главного тренера грозненского «Терека», в который спонсоры вложили значительные финансовые средства. Осенью 2012 года «Терек» на короткое время поднимался на первое место в таблице. В мае 2013 года, после победы «Терека» над самарскими «Крыльями Советов» в матче последнего тура премьер-лиги, стало известно, что Черчесов покидает свой пост — его контракт действовал до конца сезона. По итогам сезона грозненцы заняли восьмое место — самое высокое в чемпионате России в истории клуба на тот момент.

### «Амкар»
Летом 2013 года Черчесов достиг договорённости с пермским «Амкаром» о предстоящем сотрудничестве. Свой единственный сезон в «Амкаре» Черчесов до конца не доработал, возглавляя его лишь до 24-го тура. За это время команда уверенно располагалась в середине турнирной таблицы.

### «Динамо» (Москва)
Весной 2014 года после увольнения главного тренера московского «Спартака» Валерия Карпина Черчесов провёл переговоры с руководством клуба о своём возвращении в качестве главного тренера. Стороны были близки к соглашению, но в итоге «Спартак» отказался от его услуг. Через несколько дней он оставил пермский клуб ради московского «Динамо», с которым заключил контракт на два года. 14 апреля 2014 года, в первом же матче под руководством Черчесова, «Динамо» одержало уверенную победу над нижегородской «Волгой» (5:0). Клуб попал в Лигу Европы, где дошёл до 1/8 финала, при этом на групповом этапе было одержано 6 побед из шести. В апреле 2015 года у Черчесова случился конфликт с полузащитником команды Игорем Денисовым, в результате чего последний был переведён в дубль. По итогам сезона команда, как и годом ранее, заняла 4-е место. 13 июля 2015 года, перед началом чемпионата, Черчесов покинул пост тренера «Динамо», уступив место Андрею Кобелеву.

### «Легия»
6 октября 2015 года был назначен главным тренером польской «Легии». Контракт был рассчитан до конца сезона 2016/17. Перед Черчесовым была поставлена задача выиграть чемпионат Польши. 18 октября «Легия», проводившая первый официальный матч под руководством Черчесова, в рамках 12-го тура чемпионата Польши добилась победы над «Краковией» 3:1. В «Легии» Черчесов выиграл первые в тренерской карьере трофеи, в первый же сезон сделав золотой дубль (чемпионат и Кубок Польши). После завершения сезона Черчесов попросил руководство клуба усилить состав под Лигу чемпионов, но получил отказ. 1 июня 2016 года руководство «Легии» объявило о расставании с тренером по обоюдному согласию из-за расхождения по ключевым вопросам о развитии клуба.

### Сборная России

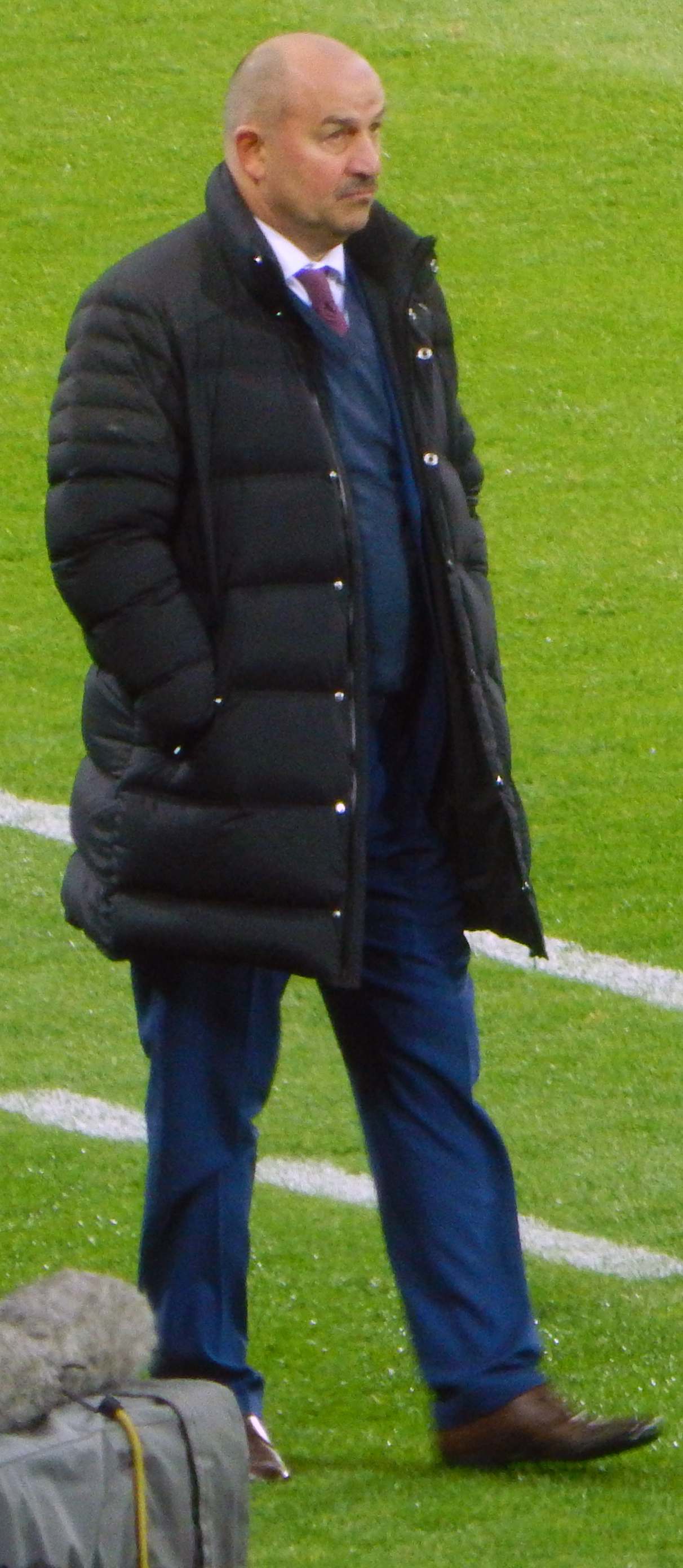
Станислав Черчесов в концовке товарищеского матча со сборной Бельгии в Сочи на стадионе Фишт (март 2017 года)

10 августа 2016 года Черчесов возглавил сборную России. Его контракт со сборной действовал до конца чемпионата мира 2018 года. В первом матче под руководством Черчесова сборная 31 августа сыграла вничью 0:0 с командой Турции. 6 сентября 2016 года сборная России выиграла у сборной Ганы со счётом 1:0, 9 октября проиграла Коста-Рике со счётом 3:4, а 10 ноября — сборной Катара со счётом 1:2. 15 ноября в матче с Румынией лишь на последней добавленной минуте был забит победный гол, ставший единственным в этом матче. Благодаря таким результатам и благодаря тому, что сборная не принимала участие в отборочных играх на домашний чемпионат мира в октябре 2016 года, сборная опустилась на рекордно низкое для себя 53-е место в рейтинге ФИФА, а затем обновила свой антирекорд, опустившись в ноябре на 55-е место, а в декабре — на 56-е.
В 2017 году сборная России также не демонстрировала стабильной игры, проводя в основном товарищеские матчи против команд-середняков рейтинга ФИФА. На Кубке конфедераций сборная стартовала с победы над сборной Новой Зеландии (2:0), однако затем потерпела поражения от сборных Португалии и Мексики и завершила выступление на турнире.

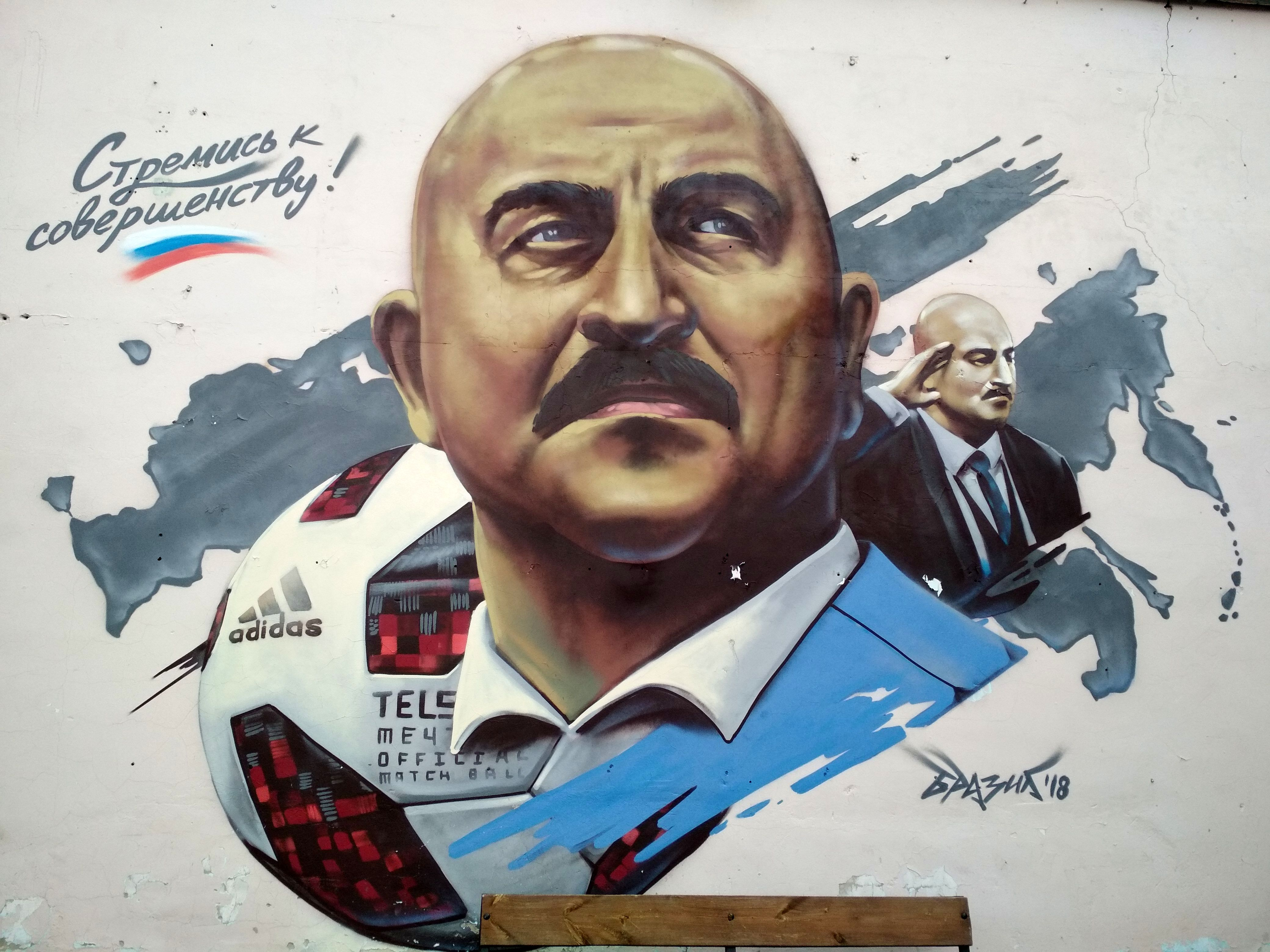
Стрит-арт, посвящённый Станиславу Черчесову в центре Челябинска

В 2018 году сборная России на домашнем чемпионате мира в матче открытия разгромила команду Саудовской Аравии со счётом 5:0, а победой над Египтом 3:1 обеспечила себе исторический выход в 1/8 финала мундиаля. Затем было поражение от сборной Уругвая 0:3. 1 июля Россия выиграла у Испании в серии послематчевых пенальти 4:3, при счёте 1:1, буквально вырвав путёвку в 1/4 финала. 7 июля сборная России сыграла вничью со сборной Хорватии в основное и дополнительное время со счётом 2:2, а в серии послематчевых пенальти проиграла со счётом 3:4. После турнира Черчесов попал в число претендентов на приз лучшему тренеру года по версии ФИФА. 27 июля РФС объявил о подписании контракта с Черчесовым по схеме «2+2».
12 марта 2020 года РФС согласовал продление контракта до 30 декабря 2022 года. Контракт мог быть пролонгирован до 31 июля 2024 года в случае успешного выступления — выхода сборной России из группы на чемпионате мира 2022 года. 2020 год стал сложным для сборной России. В матче с Сербией 18 ноября 2020 года, она проиграла хозяевам поля со счётом 0:5. Этот результат стал одним из самых худших в новейшей истории российского футбола. Более крупное поражение сборная России потерпела только в 2004 году в матче с Португалией, когда проиграла матч со счётом 1:7.
На чемпионате Европы 2020 года сборная России не преодолела групповой этап, одержав единственную победу над Финляндией со счётом 1:0 и проиграв сборным Бельгии (0:3) и Дании (1:4). 8 июля 2021 года Станислав Черчесов был отправлен в отставку с поста тренера.

### «Ференцварош»
20 декабря 2021 года венгерский клуб «Ференцварош» объявил о назначении Черчесова на пост главного тренера команды, подробности контракта не разглашаются. 24 апреля 2022 года привёл клуб к победе в чемпионате Венгрии, чемпионство было оформлено за четыре тура до конца чемпионата. 11 мая 2022 года «Ференцварош» выиграл Кубок Венгрии, оформив «золотой дубль». В финале со счётом 3:0 был обыгран «Пакш».
В октябре 2022 года впервые за 47 лет вывел «Ференцварош» в весеннюю стадию еврокубков, выйдя в 1/8 финала Лиги Европы из группы с «Монако», «Трабзонспором» и «Црвеной Звездой».
В мае 2023 года «Ференцварош» под руководством Черчесова второй раз подряд досрочно выиграл чемпионат Венгрии.
19 июля 2023 года был уволен с поста главного тренера «Ференцвароша» после поражения от фарерского клуба «КИ Клаксвик» со счётом 0:3 и вылета из первого квалификационного раунда Лиги чемпионов УЕФА.

### Сборная Казахстана
3 июня 2024 года Черчесов в качестве главного тренера возглавил сборную Казахстана, сменив на посту Магомеда Адиева. В конце июня того же года Черчесов стал субъектом скандала: тренер возразил тому, что журналист задал несколько вопросов подряд на казахском языке. Через пару дней Черчесов начал посещать курсы по казахскому языку, планировалось, что он освоит язык до конца года. Впоследствии Черчесов посетил только один урок казахского языка и вновь попал в «языковой» скандал с казахстанским журналистом. Под его руководством команда провела шесть матчей в Лиге наций 2024/25 и набрала одно очко с разницей мячей 0:15, став одной из худших сборных в турнире и вылетела в дивизион C. 27 января 2025 года Черчесов покинул пост главного тренера сборной Казахстана.

### «Ахмат»
6 августа 2025 года стал главным тренером грозненского «Ахмата».

## Статистика в качестве главного тренера
| Куфштайн           | 1 января 2004    | 8 ноября 2004   | 30  | 16  | 6   | 8   | 053,33 |
| Ваккер             | 9 ноября 2004    | 31 мая 2006     | 59  | 18  | 20  | 21  | 030,51 |
| Спартак (Москва)   | 19 июня 2007     | 14 августа 2008 | 45  | 24  | 13  | 8   | 053,33 |
| Жемчужина          | 16 декабря 2010  | 6 августа 2011  | 21  | 9   | 2   | 10  | 042,86 |
| Терек              | 27 сентября 2011 | 26 мая 2013     | 53  | 24  | 10  | 19  | 045,28 |
| Амкар              | 17 июня 2013     | 8 апреля 2014   | 25  | 9   | 8   | 8   | 036,00 |
| Динамо (Москва)    | 10 апреля 2014   | 13 июля 2015    | 51  | 26  | 12  | 13  | 050,98 |
| Легия              | 6 октября 2015   | 1 июня 2016     | 35  | 23  | 6   | 6   | 065,71 |
| Сборная России     | 11 августа 2016  | 8 июля 2021     | 57  | 24  | 13  | 20  | 042,11 |
| Ференцварош        | 20 декабря 2021  | 19 июля 2023    | 74  | 41  | 13  | 20  | 055,41 |
| Сборная Казахстана | 3 июня 2024      | 27 января 2025  | 8   | 0   | 1   | 7   | 000,00 |
| Ахмат              | 6 августа 2025   | н. в.           | 1   | 1   | 0   | 0   | 100,00 |
| Всего              | Всего            | Всего           | 459 | 215 | 104 | 140 | 046,84 |

## Достижения

### В качестве игрока
«Спартак» (Орджоникидзе)
- Победитель второй лиги СССР: 1983

«Спартак» (Москва)
- Чемпион СССР (2): 1987, 1989
- Чемпион России (2): 1992, 1993
- Обладатель Кубка СССР: 1991/92
- Обладатель Кубка Федерации футбола СССР: 1987
- Серебряный призёр чемпионата СССР (3): 1984, 1985, 1991
- Бронзовый призёр чемпионата СССР: 1986
- Бронзовый призёр чемпионата России (2): 1995, 2002
- Обладатель Кубка чемпионов Содружества: 1993

«Динамо» (Дрезден)
- Победитель Кубка Интертото: 1993 (группа 8)

«Тироль»
- Чемпион Австрии (3): 1999/2000, 2000/01, 2001/02

Сборная СССР
- Бронзовый призёр чемпионата Европы среди юношей до 18 лет (1982)

Всего за карьеру: 12 трофеев

### В качестве тренера
«Спартак» (Москва)
- Серебряный призёр чемпионата России: 2007

«Легия»
- Чемпион Польши: 2015/16
- Обладатель Кубка Польши: 2015/16

«Ференцварош»
- Чемпион Венгрии (2): 2021/22, 2022/23
- Обладатель Кубка Венгрии: 2021/22

Всего за карьеру: 5 трофеев

### Личные
- В списке 33 лучших футболистов сезона в СССР (3): № 1 — 1989, 1991, № 2 — 1990.
- Обладатель приза Вратарь года (приз журнала «Огонёк»): 1989, 1990, 1992
- Лучший вратарь чемпионата России по оценкам «Спорт-Экспресс»: 1992 (ср. оценка — 6,42)[56]
- 2-е место в списке лучших футболистов СССР 1989 года по опросу еженедельника «Футбол»[56]
- Победитель Национальной спортивной премии в номинации «Гордость России» в категории «Тренер года» (по версии Министерства спорта России): 2018[57]
- «Серебряная лань» — награда Федерации спортивных журналистов России — лучший тренер: 2018[58]
- Лауреат международной премии Arctic Awards: 2018[59]
- Лучший российский тренер, работающий за рубежом: 2022/23[60]

## Награды

### Государственные награды
- Орден Слава Осетии (26 ноября 2018)[61]
- Орден Александра Невского (24 июля 2018)[62]
- Заслуженный тренер России (2018)
- Заслуженный мастер спорта России (2003)

### Общественные награды
- Орден «Адӕмы Хорзӕх» (МОД «Высший Совет Осетин», 2019)[63]

### Награды других государств
- Саксонский Орден Святого Георгия (1 февраля 2019)[64]

## В филателии
- В 2006 году в Австрии была выпущена почтовая марка с изображением Станислава Черчесова[65]